# NRY建筑事务所
NRY建筑事务所（英語：NRY Architects），是一家位于马来西亚建筑设计事务所，为办公室、住宅、酒店、室内和城市领域的客户提供了城市规划、建筑、室内设计等服务。NRY建筑事务所于1992年成立，是马来西亚最大的建筑事务所之一，以提供创新和一致的设计并保证质量的原则为基础。

## 近期作品
多年来，NRY建筑事务所一直与各种本地和国际公司及合作伙伴合作设计和完成众多项目，其中包括住宅和商业开发、机构、医院、酒店和度假村、混合用途和以交通为导向的开发。
NRY建筑事务所在过去几年中通过已完成和正在进行的项目的多项奖项和赞誉，一直因其卓越的建筑而获得认可。其中包括著名的BCI 亚洲奖、FIABCI杰出奖、PAM奖和东南亚（马来西亚）房地产奖的马来西亚十大建筑师等。

## 代表作品
- 吉隆坡四季酒店 （页面存档备份，存于），

马来西亚吉隆坡（2013-2018 年）：被世界高层建筑与都市人居学会 (CTBUH) 评为2018年竣工的20座最高建筑之一，位居前十。

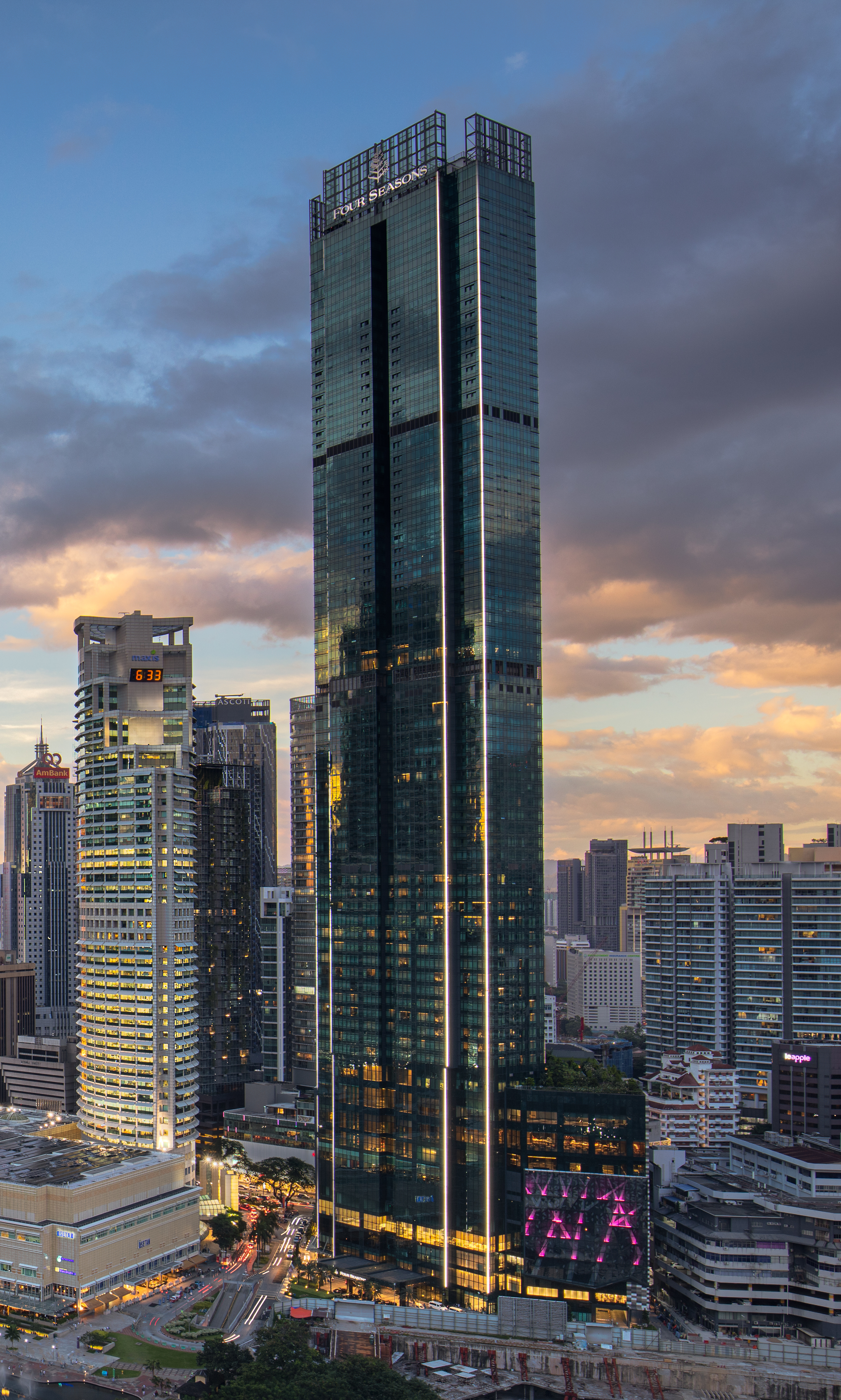
吉隆坡四季酒店